# Gaspard Mermillod
Gaspard Mermillod, född den 22 september 1824 i Carouge nära Genève, död den 23 februari 1892 i Rom, var en romersk-katolsk biskop.
Mermillod anställdes 1847 vid den katolska kyrkan Saint-Germain i Genève och uppsatte en halvveckotidning, "Observateur catholique", och en månadsskrift, "Annales catholiques de Genève", i vilka han, liksom i en mängd flygskrifter, kämpade med en outtröttlig iver för ultramontanismen. Inte mindre verksam var han som predikant. Hans andliga föredrag såväl i Genève som i de flesta större städer i Frankrike, särskilt i Paris, väckte en beundran, som gränsade till hänförelse. Sina predikofärder utsträckte han sedermera till Italien, Belgien, Österrike, Sverige (1881), Norge och Danmark. År 1864 utnämndes han till kyrkoherde i Genève och vigdes i Rom till biskop i Hebron (in partibus infidelium), varjämte han utsågs till stiftsbiskopens ställföreträdare inom kantonen. Då detta var ett brott mot konkordatet, förklarade kantonsrådet honom avsatt från befattningen som kyrkoherde (1872). När han 1873 utnämndes till apostolisk vikarie i Genève, förklarade förbundsrådet utnämningen ogiltig och utvisade Mermillod från Schweiz. År 1883 erkändes han emellertid som biskop över Lausanne och Genève, med säte i Fribourg. År 1890 blev han kardinal och fick stort inflytande i kurian. Av trycket utkom åtskilliga av hans andliga föredrag, äreminnen, herdabrev med mera, samlade i Œuvres du cardinal Mermillod (3 band, 1893–94).